# ダミヤン・フラス
ダミヤン・フラス（Damjan Fras、1973年2月21日 - ）は、スロベニア、リュブリャナ出身のスキージャンプ選手。

## プロフィール
フラスは1980年にスキージャンプを始めた。
1990年3月24日に地元プラニツァのスキージャンプ・ワールドカップで国際大会デビュー。1週間後のノルディックスキージュニア世界選手権では団体で銅メダル獲得、翌1991年のジュニア世界選手権で個人の銅メダルを獲得した。
1992年のオリンピックに抜擢されたがラージヒル42位に終わった。
その後は主にコンチネンタルカップを主に転戦し、1998年には総合3位となっている。
2000年2月26日のアイアンマウンテン（アメリカ）で初めての一桁順位を記録、2001年1月4日のインスブルックでは自己最高位となる5位となった。2001年のサマーグランプリでは総合6位となった。
2002年のソルトレークシティオリンピックで団体銅メダルを獲得、スロベニアに同種目初のオリンピックメダルをもたらした。